# Niels Boserup
Niels Boserup (født 14. juni 1943 i Faxe, død 31. januar 2021) var en dansk journalist og tidligere administrerende direktør for Københavns Lufthavne A/S og fra 2004 til november 2007 bestyrelsesformand for TV 2/Danmark. Boserup gik på pension i juni 2007.
Niels Boserup blev student fra Randers Statsskole i 1964 og journalist fra Danmarks Journalisthøjskole i Århus i 1969. I 1970-1976 var han erhvervsredaktør på Jyllands-Posten og fra 1973 tillige redaktionschef samme sted. I 1976 blev han ansat som informationschef i B&W, og fra 1979 til 1982 fungerede han som underdirektør med ansvar for markedsføring, personale og PR samme sted. I 1983 blev han uddannet assurandør. Året forinden var han blevet vicedirektør i forsikingsselskabet Baltica, hvor han var ansat frem til 1989 og hvor han avancerede til direktør. I 1989-1991 var han direktør for Codan. Fra 1991 til 2007 var han direktør for Københavns Lufthavne A/S.
Niels Boserup var fra marts 2007  næstformand for bestyrelsen for William Demants Fond og William Demant Holding. I 1998 blev han næstformand for Fonden Wonderful Copenhagen. Han var desuden bestyrelsesmedlem i Gl. Strand og Copenhagen Capacity. Han har tidligere været medlem af bestyrelserne for Copenhagen Airport Development International A/S, Jyllands-Posten A/S, Jyllands-Postens Fond og Jyllands-Posten Holding, ACI Europe, ACI World samt de af Københavns Lufthavne A/S ejede selskaber Newcastle International Airport Ltd. og Copenhagen Airports International A/S
Niels Boserup er far til TV 2-nyhedsværten Caroline Boserup.
Privat var han bosiddende i Charlottenlund.